# 扎金
50°48′21″N 32°42′32″E / 50.80583°N 32.70889°E
扎金（烏克蘭語：Загін），是烏克蘭北部的村莊，隸屬切爾尼希夫州的普里盧基區。該村始建於1600年，面積0.1平方公里，海拔高度176米，2001年人口103，人口密度每平方公里1,030人。